# مجلة المجتمع
مجلة المجتمع الكويتية مجلة كويتية تعتبر لسان حال جمعية الإصلاح الاجتماعي في دولة الكويت. وهي واحدة من المجلات الإسلامية في العالم العربي والإسلامي ويكتب بها عدداً كبيراً من الأكاديميين والمفكرين، تم إصدارها منذ مارس 1970 وهي الناطق باسم جمعية الإصلاح الاجتماعي، لكن يعتقد البعض أنها تبقى كما أرادتها الجمعية مجلة المسلمين في جميع أنحاء العالم، وتوزع المجلة في أكثر من 120 دولة.

## رئيس التحرير
رأس تحريرها كل من:
- مشاري البداح
- بدر القصار
- إسماعيل الشطي
- حمود الرومي
- محمد سالم الراشد
- م سالم حمد القحطاني (رئيس التحرير الحالي)

## أهم كتاب المجلة
- محمد أحمد الراشد
- حسين شحاتة
- محمد موسى الشريف
- عبد الله العقيل
- أحمد منصور وكان رئيس تحرير المجلة[1]

## وصلات خارجية
- موقع المجلة
- موقع مجلة المجتمع الكويتية
- موقع ارشيف مجلة المجتمع
- موقع النسخة الانجليزية لمجلة المجتمع